# Maria Plewa
Maria Plewa (ur. 7 grudnia 1929 w Modlnicy, zm. 6 września 2012 w Krakowie) – polska geolog, profesor nadzwyczajny, nauczyciel akademicki Politechniki Krakowskiej, specjalistka z zakresu geologii inżynierskiej, autorka licznych publikacji naukowych i dydaktycznych. 
Absolwentka Wydziału Geologiczno-Mierniczego i Geologiczno-Poszukiwawczego AGH, członek komisji Nauk Mineralogicznych i Geologicznych Polskiej Akademii Nauk, kierownik Zakładu Geologii Inżynierskiej i Hydrogeologii Politechniki Krakowskiej, członek Polskiego Towarzystwa Geologicznego.